# Estación de Ferial de Boadilla
Ferial de Boadilla es una estación de la línea ML-3 del Metro Ligero Oeste situada junto a la carretera de Villaviciosa, junto al Zoco de Boadilla del Monte y próxima al recinto ferial de la localidad. Abrió al público el 27 de julio de 2007.
Su tarifa corresponde a la zona B2 según el Consorcio Regional de Transportes.

## Accesos
- Ferial de Boadilla Ctra. de Boadilla a Villaviciosa de Odón. Cerca de C/ Santillana del Mar

## Líneas y conexiones

### Metro Ligero
| << cabecera    | < estación | línea | estación >      | cabecera >>        |
| -------------- | ---------- | ----- | --------------- | ------------------ |
| Colonia Jardín | Cantabria  |       | Boadilla Centro | Puerta de Boadilla |

### Autobuses
| Diurnos |                           |                                                                                |                  |
| Línea   | Destino                   | Parada                                                                         | Operador         |
| 2       | Valdepastores - Las Lomas | 17172 Ctra. Villaviciosa-Est. Ferial de Boadilla (N.º 1) (al lado de estación) | Empresa Boadilla |
| 3       | Valdecabañas - Bonanza    | 17172 Ctra. Villaviciosa-Est. Ferial de Boadilla (N.º 1) (al lado de estación) | Empresa Boadilla |

| Diurnos |                      |                                                                                |                           |
| Línea   | Destino              | Parada                                                                         | Operador                  |
| 566     | Pozuelo de Alarcón   | 17172 Ctra. Villaviciosa-Est. Ferial de Boadilla (N.º 1) (al lado de estación) | Avanza Movilidad Integral |
| 567     | Majadahonda          | 17172 Ctra. Villaviciosa-Est. Ferial de Boadilla (N.º 1) (al lado de estación) | Avanza Movilidad Integral |
| 575     | Brunete              | 17172 Ctra. Villaviciosa-Est. Ferial de Boadilla (N.º 1) (al lado de estación) | Empresa Boadilla          |
| 566     | Boadilla del Monte   | 17170 Ctra. Villaviciosa-Est. Ferial de Boadilla (N.º 1) (frente a estación)   | Avanza Movilidad Integral |
| 567     | Villaviciosa de Odón | 17170 Ctra. Villaviciosa-Est. Ferial de Boadilla (N.º 1) (frente a estación)   | Avanza Movilidad Integral |